# Kriessern
Kriessern (toponimo tedesco) è una frazione (ortsgemeinde) di 1 943 abitanti del comune svizzero di Oberriet, nel Canton San Gallo (distretto di Rheintal).

## Geografia fisica

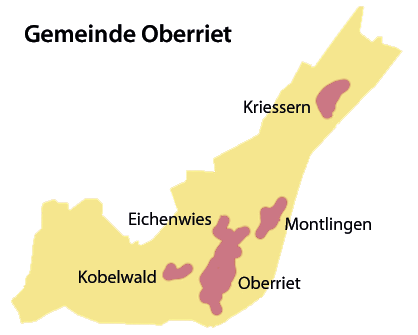
Le frazioni di Oberriet

Kriessern sorge nella piana del versante occidentale della valle del Reno, a nord di Oberriet.

## Monumenti e luoghi d'interesse
- Chiesa parrocchiale cattolica della Natività della Beata Vergine Maria, eretta nell'Alto Medioevo e ricostruita nel 1767 e nel 1895-1898[2].

## Società

### Evoluzione demografica
L'evoluzione demografica è riportata nella seguente tabella:
Abitanti censiti

## Infrastrutture e trasporti
Kriessern è servito dall'omonima uscita sull'autostrada A13/E43.